# ريكي هاتون
ريتشارد جون هاتون (بالإنجليزية: Ricky Hatton)‏ ، المعروف أكثر باسم ريكي «القاتل» هاتون ، (ولد في 6 أكتوبر 1978 في ستوكبورت في مانشستر (انكلترا)، هو ملاكم إنجليزي محترف. فاز هاتون مرتين بجائزتي «آي بي إف» و «آي بي أو» كبطل في الملاكمة للوزن الوسط، بعد أن تخلى عن حزام اتحاد الملاكمة العالمي، إلا أنه نزل في فئة الوزن وفاز على الأسباني خوان يورانجو.

## وصلات خارجية
- ريكي هاتون على موقع بوكس ريك (الإنجليزية) (registration required)
- ريكي هاتون على موقع قاعدة بيانات المصارعة على الإنترنت (الإنجليزية)